# Xã Franklin, Quận Story, Iowa
Xã Franklin (tiếng Anh: Franklin Township) là một xã thuộc quận Story, tiểu bang Iowa, Hoa Kỳ. Năm 2010, dân số của xã này là 21.887 người.